# Emesis samius
Emesis samius är en fjärilsart som beskrevs av Adalbert Seitz 1920. Emesis samius ingår i släktet Emesis och familjen Riodinidae. Inga underarter finns listade i Catalogue of Life.